# 2008 au Belize
Chronologie du Belize
- 2004
- 2005
- 2006
- 2007
- 2008
- 2009
- 2010
- 2011
- 2012

Cet article présente les faits marquants de l'année 2008 au Belize.

## Gouvernement
- Monarque : Élisabeth II
- Gouverneur général : Colville Young
- Premier ministre : Said Musa puis Dean Barrow
- Vice-Premier ministre : Gaspar Vega (en)[1]
- Ministre des Affaires étrangères et du Commerce extérieur : Lisa Shoman puis Wilfred Elrington (en)[1]
- Ministre de la Fonction publique, de l'Amélioration de la gouvernance, des Élections et des Délimitation des circonscriptions : John Saldivar (en)[1]
- Ministre des Ressources naturelles et de l'Environnement : Gaspar Vega (en)[1]
- Ministre de l’Éducation : Francis Fonseca puis Patrick Faber[1]
- Ministre de la Sécurité nationale : Carlos Perdomo[1]
- Ministre du Logement et du Développement urbain : Michael Finnegan[1]
- Ministre des Services publics, des Transports et des Communications : Melvin Hulse (en)
- Ministre du Développement économique, du Commerce, de l'Industrie et de la Protection des consommateurs : Erwin Contreras (en)[1]
- Ministre du Tourisme et de l'Aviation civile : Manuel Heredia Jr.[1]
- Ministre de la Santé : Pablo Marin[1]
- Ministre du Travail, du Gouvernement local et du Développement rural : Gabriel Martinez[1]
- Ministre des Travaux : Anthony Martinez (en)[1]
- Ministre de l'Agriculture et de la Pêche : Rene Montero[1]
- Ministre de la Jeunesse, des Sports et de la Culture : Marcel Cardona[1]
- Ministre du Développement humain et de la Transformation sociale : Eden Martinez (en)[1]
- Attorney General : Wilfred Elrington (en)[1]

## Statistiques
- la Belize Sugar Cane Farmers Association (BSCFA) obtient la certification de commerce équitable de Fairtrade Labelling Organizations[2].
- la population carcérale de la Prison centrale du Belize s'élève à 1 371 détenus au mois d’août[3].

## Évènements

### Janvier
- x

### Février
- 7 février : 
  - Élections législatives béliziennes
  - Référendum constitutionnel bélizien de 2008
- 8 février : Dean Barrow remplace Said Musa au poste de premier ministre du Belize.

### Mars
- x

### Avril
- x

### Mai
- 31 mai : la tempête tropicale Arthur atteint le Belize : 5 morts et d'importants dégâts[4].

### Juin
- 9 juin : le Parti uni du peuple acquiert des parts et devient majoritaire de la radio Positive Vibes (70 %) et du journal The Belize Times (en) (50 %). Il achète également le bâtiment Independence Hall à Belize City, bâtiment qui devient le siège du parti[5],[6].

### Juillet
- x

### Août
- 8 août : début des Jeux olympiques d'été

### Septembre
- 21 septembre : Fête nationale.

### Octobre
- ouverture du Belize Cancer Center Dangriga (BCCD) à Dangriga[7].
- 14-15 octobre : le pays est touché par de fortes pluies[8] (Inondations en Amérique centrale en octobre 2008 (en)).
- 28 octobre : après avoir fait face à l'impact d'un ravageur (Aeneolamia postica) et de l'ouragan Dean en 2007, la filière sucrière est en difficulté avec les intempéries de 2008 et la chute des prix du sucre en Europe[9].

### Novembre
- x

### Décembre
- 4 décembre : l'ancien Premier ministre Said Musa est inculpé pour le vol de 20 millions de dollars de subventions vénézuéliennes[10].

## Sport
- Belize aux Jeux olympiques d'été de 2008
- Championnat du Belize de football 2007-2008
- Championnat du Belize de football 2008-2009
- Création du World FC (en) et du Valley Pride Freedom Fighters FC (en)

## Décès
- 17 janvier : Edney Cain (en), premier gouverneur de la Banque centrale en 1982, et haut fonctionnaire au ministère des Finances[11].
- 19 janvier : Andy Palacio, musicien de punta rock.
- 27 octobre : Leigh Richardson, journaliste et homme politique[12].
- 2 décembre : Sadie Vernon, éducatrice et fondatrice du Sadie Vernon Technical High en 1964 à Belize City, un lycée pour filles (devenu mixte depuis)[13],[14].